# 谢尔盖·爱森斯坦

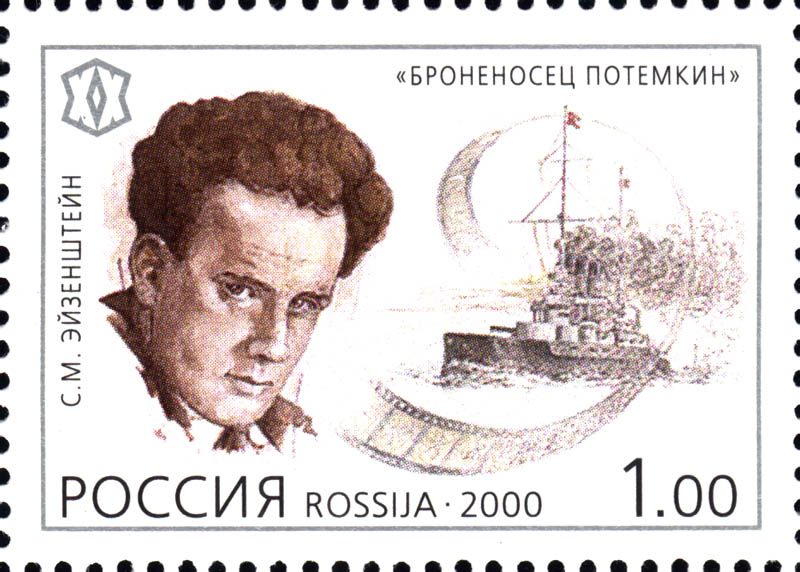

谢尔盖·米哈伊洛维奇·爱森斯坦（羅馬化：Sergey Mikhaylovich Eyzenshteyn；1898年1月22日—1948年2月11日）苏联导演、电影理论家，犹太人。他是电影学中蒙太奇理论和苏联蒙太奇学派奠基人之一，其影片《战舰波将金号》为这一理论的代表作。他著名的作品除了1925年《战舰波将金号》外，還有1924年的《罷工》、1927年的《十月：震撼世界的十天》、1932年的《墨西哥萬歲》以及史詩片《亚历山大·涅夫斯基》及《恐怖的伊凡》。其理论著作有《蒙太奇》、《蒙太奇1938》、《垂直蒙太奇》、《杂耍蒙太奇》、《电影中的第四维》、《镜头以外》。

## 生平

### 早年
1898年出生於俄羅斯帝國里加（现为拉脱维亚首都），曾在彼得堡建筑工程学院学习，其家人过着四海为家的生活。父亲米哈伊尔·奥西波维奇·爱森斯坦是有着瑞典血统的德国犹太人，是建筑师，而母亲朱莉娅·伊万诺夫娜·科内斯塔娅来自俄罗斯东正教家庭，是富商的女儿。1905年俄国革命爆发，朱莉亚带着谢尔盖离开里加前往圣彼得堡，谢尔盖时常回里加看望父亲，后其父亦于1910前后去圣彼得堡和他们团聚。朱莉亚与其丈夫离婚后离开家人，迁去法国居住。谢尔盖小时接受的是东正教教育，后变成无神论者。在彼得格勒土木工程研究院期间，谢尔盖学习父亲从事的建筑工程职业，后来参军为革命服务，父子关系彻底破裂。1918年，他不顾父亲反对毅然加入红军，战败后其父前往德国，而谢尔盖则辗转彼得格勒、沃洛格达、陶格夫匹尔斯等地作战，1920年转移至明斯克，宣传十月革命。在此期间他接触到歌舞伎剧场，并学会了300个日语汉字，他后来表示这对他的影像发展产生了影响。这些学习也促成他前往日本旅行。

### 转战银幕
1920年爱森斯坦搬到莫斯科，开始从事无产阶级文化的剧院生涯。期间作品有《防毒面具》、《聆听莫斯科》和《怀斯曼》。随后担任设计师弗谢沃洛德·梅耶荷德的助手。1923年，他在《左翼艺术战线》杂志上发表了《杂耍蒙太奇》，提出了“杂耍蒙太奇”的概念，引起理论界关注。他执导的第一部影片是《罷工》（1925），师从吉加·維爾托夫。20世纪20‐30年代为其创作高峰期，主要作品有首部电影《罷工》（1925年）、享誉世界的《战舰波将金号》（1925年）、作为十月革命10月庆典一部分的《十月：震撼世界的十天》（1927年）。尽管受到外界评论家的赞誉，但在家里，爱森斯坦则着重与志同道合者对影片的结构性问题的探索，如拍摄角度、人物运动和剪辑，其中就有从苏联电影节隐退的弗谢沃罗德·普多夫金和亚历山大·多夫任科，他们公开发表文章自我评价，将电影前景与社会主义现实主义的具体理论相适应。

### 欧洲之旅
1928年秋，爱森斯坦离开苏联踏上欧洲之旅，与他同行的有常年电影合作者格里戈里·亚历山德罗夫和摄影师爱德华·忒斯。以政府立場來看，此次旅程讓爱森斯坦等人可以學習有聲的动态影像技术，并把著名苏联艺术家引荐到西方资本主义国家。爱森斯坦也在旅程中看到许多在前苏联范围以外的景观和文化。接下来两年，他前往柏林、苏黎世、伦敦和巴黎等地参观和讲学，并于1929年在瑞士担任堕胎教育纪录片的监制。

### 追梦美国
1930年4月下旬，派拉蒙影业的代表杰西·拉斯基为提供在美国拍摄电影的机会。1930年5月抵达好莱坞签订10万美元短期合同，然而该商议最终破产。爱森斯坦提出为军火大亨巴西尔·扎哈洛夫拍摄传记、两部分别改编自萧伯纳作品《武装与人》、杰克·伦敦作品《萨特的金子》，但所有项目都没能打动工作室的制片人。派拉蒙随后提出拍摄西奥多·德莱赛作品《美国悲剧》的电影版，爱森斯坦曾读过并痴迷于其原作，他在莫斯科时还有幸碰见了作者。该剧的剧本于1930年10月开始创作，但派拉蒙并不喜欢，爱森斯坦的共产党员身份被反共者、好莱坞技术总监研究院主人弗兰克·皮斯发觉，后者意图公开发动抵制爱森斯坦的斗争。1930年10月23日，经“双方同意”，派拉蒙正式与爱森斯坦解约，但派拉蒙须支付爱森斯坦返回莫斯科的回程费用。
因此，爱森斯坦面临着回国的压力。这件事使得苏联电影业界，须在没有爱森斯坦和他的电影、技巧和理论的条件下，解决有声电影问题，他亦因此遭到“意识形态错误”的批判，并被封为形式主义的典型案例。他在这一时期所作的论文，如《迪斯尼见闻》，直到十年后才作为开创性学术文献而被世界各地电影学院列为课程，而浮出水面。

### 漫游墨西哥
1930年11月24日，爱森斯坦与信托签订合同，基于“自由的愿望，依照其对墨西哥电影的看法来执导电影”。合同规定，电影不涉及政治，来源于辛克莱夫人的立取可用资金“不能超少于两万五千美元”，拍摄进度一期为“三到四个月”，最为重要的是，“爱森斯坦在墨西哥拍摄所有电影，所有的镜头和剧本构思要体现出墨西哥特色，电影的财产权归辛克莱夫人······”这份附带在遗嘱中的合同，签署日期为12月1日，允许“苏联政府内部放映电影”。据报道，有人曾口头澄清，电影成品时的预计时长为约一小时。
12月4日，爱森斯坦与亚历山德罗夫和泰斯乘坐火车前往墨西哥。随后他制出这部六集电影的简要说明。不久之后，项目的标题定为“墨西哥萬歲”。抵达时，爱森斯坦会见了弗里达·卡罗和迭戈·里韋拉。爱森斯坦如钦佩墨西哥文化一样看待这几位艺术家，后来爱森斯坦把他的电影称之为“动人的壁画”。美国电影界左派急切地关注爱森斯坦在墨西哥的进展，克里斯·罗布还出了本书记载此事，名为《离开好莱坞：论电影、现代主义和美国激进电影文化的兴起》。
在爱森斯坦离开祖国很长一段时间后，斯大林向已成为逃亡者的爱森斯坦发了封电报以表关切。在压力之下，爱森斯坦因為影片的問題而指责玛丽·辛克莱担任制片主任的弟弟亨特·金布罗（Hunter Kimbrough）。爱森斯坦希望给辛克莱施加压力，讓他知道斯大林對於他的关切，因此他更可以用自己的方式来完成电影。不過辛克莱一怒之下将摄制叫停，下令金布罗带着剩下的胶片和三个苏联人回到美国，設法處理已拍攝的影片，留下爱森斯坦等人自作自受，估計Soldadera未拍攝的胶片長度從17萬英尺到超過25萬英尺的長度。
斯大林上台后，爱森斯坦因其理念与斯大林路线不合，屡遭迫害，电影创作也多受干扰。爱森斯坦1948年2月11日因中风卒于莫斯科。

## 作品
- 1923年：《葛盧莫夫的日記（俄语：Дневник Глумова）》（短片）
- 1925年：
  - 《罷工》
  - 《波坦金戰艦》
- 1927年：《十月：震撼世界的十天》
- 1929年：《舊與新（俄语：Старое и новое）》
- 1930年：《情感羅曼詩（俄语：Сентиментальный романс）》（短片）
- 1932年：《墨西哥萬歲（俄语：Да здравствует Мексика!）》（未完成，1979年由格里戈里·瓦西里耶維奇·亞歷山德羅夫經過重新剪輯後出品）
- 1937年：《白靜草原（俄语：Бежин луг (фильм)）》（未完成，於1960年代使用導演生前的故事板和新配樂及殘存片段重建而成）
- 1938年：《亞歷山大·涅夫斯基》（與德米特里·伊萬諾維奇·瓦西里耶夫共同執導）
- 1944年：《恐怖的伊凡（俄语：Иван Грозный (фильм)）》（伊凡系列第一集）
- 1958年：《恐怖的伊凡2（俄语：Иван Грозный (фильм)）》（伊凡系列第二集，完成於1946年，因政治上的原因，本片曾被蘇聯共產黨中央委員會禁映，直到1958年才允许上映）

## 獲獎
- 在1941年因為1938年的影片《亚历山大·涅夫斯基》獲得史達林獎，1946年因為1944年的影片《恐怖的伊凡（俄语：Иван Грозный (фильм)）》第一集再度獲得史達林獎。[17]
- 1935年獲得俄罗斯苏维埃联邦社会主义共和国功勋艺术工作者荣誉称号。[18]
- 在1939年影片《亚历山大·涅夫斯基》獲得列寧勳章。[17]
- 2018年Google涂鸦（120周年诞辰）。[19]

## 延伸阅读
- 董金明. . 辽宁美术出版社. 2006. ISBN 9787531436904.
- 玛丽·西顿（著）. . 由史敏徒翻译. 中国电影出版社. 1983.

## 外部連結
- Sergei Eisenstein在互联网电影资料库（IMDb）上的資料（英文）
- Discussion with Stalin regarding Ivan the Terrible（页面存档备份，存于）
- Eisenstein on Google video[永久]
- Sergei Eisenstein Is Dead In Moscow（页面存档备份，存于）; New York Times
- 在Find a Grave上的谢尔盖·爱森斯坦
- YouTube上的"Glumov's Diary" - 1923 - Sergei Eisenstein's first film